# Michel Félix Dunal
Pour les articles homonymes, voir Dunal.
 (mai 2021).
Si vous disposez d'ouvrages ou d'articles de référence ou si vous connaissez des sites web de qualité traitant du thème abordé ici, merci de compléter l'article en donnant les références utiles à sa vérifiabilité et en les liant à la section « Notes et références ».
Michel Félix Dunal est un botaniste et mycologue français, né le 24 octobre 1789 à Montpellier et mort le 29 juillet 1856 dans la même ville.

## Biographie
Il étudia la botanique auprès d’Augustin Pyrame de Candolle (1778-1841) et fut reçu docteur en médecine en soutenant un mémoire sur l'Histoire naturelle, médicale et économique des Solanum et des genres qui ont été confondus avec eux  à la faculté de médecine de Montpellier, le 22 janvier 1813 .  Élu membre correspondant de l'Académie des sciences le 12 avril 1819, il soutint devant l'université de sa ville natale une thèse de sciences intitulée Considérations sur la nature et les rapports de quelques-uns des organes de la fleur en juin 1829.
Il occupe la chaire d’histoire naturelle de l'université de Montpellier de 1816 à 1856, où il est entre autres le maître de Jules Émile Planchon. À sa mort, il est doyen de la faculté des sciences de Montpellier et chevalier de la Légion d'honneur.
Le genre Dunalia dans la famille des Solanaceae lui a été dédié. Ses travaux sur le genre Solanum sont particulièrement connus notamment grâce à son Solanorum generumque affinium Synopsis seu Solanorum Historiae, editionis secundae summarium ad characteres differentiales redactum, seriem naturalem, habitationes stationesque specierum breviter indicans paru à Montpellier en 1816.
Sa bibliothèque de travail fut léguée à la Faculté des Sciences de Montpellier et se trouve actuellement conservée à la Bibliothèque Interuniversitaire de Montpellier (Pôle Sciences et Techniques) depuis 1857.

## Œuvres
- Histoire naturelle, médicale et économique des Solanum, et des genres qui ont été confondues avec eux. París ; Estrasburgo : Koenig ; Montpellier : Renaud, 1813
- Monographie de la famille des Anonacées. París : Treuttel & Würtz, 1817